# Hogna placata
Hogna placata este o specie de păianjeni din genul Hogna, familia Lycosidae, descrisă de Roewer, 1959.
Este endemică în Lesotho. Conform Catalogue of Life specia Hogna placata nu are subspecii cunoscute.